# Transaero Airlines
OJSC Transaero Airlines (ruski: ОАО «АК «ТРАНСАЭРО», Открытое акционерное общество "Авиационная компания "ТРАНСАЭРО") ili samo Transaero (ruski: Трансаэро) je bio zračni prijevoznik sa sjedištem u Zračnoj luci Vnukovo, Moskva. Transaero je sa svojom flotom od blizu 100 zrakoplova imao redovne i čarter letove prema više od 150 domaćih i međunarodnih desinacija. Glavne baze su im bile Zračna luka Vnukovo u Moskvi i Zračna luka Pulkovo u Sankt-Peterburgu.
Kompanija je bankrotirala 1. listopada 2015. i trebalo je da bude ugašena 15. prosinca 2015. Međutim, vlasti su im oduzele dozvolu za letenje 26. listopada 2015. što je značio kraj ovoga zračnog prijevoznika.

## Povijest
Transaero je svoje poslovanje započeo kao čarter prijevoznik s iznajmljenim zrakoplovima od Aeroflota. Kompanija je osnovana 28. prosinca 1990. i bila je prva privatna tvrtka koja je dobila dozvolu za obavljanje usluga prijevoza putnika u Sovjetskom Savezu. Prvi čarter let, od Moskve do Tel Aviva, ostvaren je 5. studenoga 1991. U srpnju 1992. Transaero je dobio svoj prvi Ilyushin Il-86. Postali su i prvi privatni zračni prijevoznik u Rusiji koji je obavljao redovne letove, a prve redovne letove su imali u siječnju 1993. iz Moskve za Kijev, Soči i Almati. Prvi redovni međunarodni let su imali u studenom 1993., a radilo e o letu iz Moskve za Tel Aviv.
U travnju 1993. Transaero je dobio svoj prvi zapadni zrakoplov. Radilo se o Boeing 737-200 zrakoplovu, a ubrzo su dobili i svoj prvi Boeing 757-200.
Transaero je 1995. bio prva ruska kompanija koja je uvela program vjernosti (frequent flyer program). Isto tako, Transaero je 1997. postao prva ruska kompanija koja je dobila (FAA) međunarodni certifikat za održavanje zrakoplova. 
U prosincu 1998. je uspostavljena redovna tjedna linija iz Moskve za London. Prvi Boeing 737-700 su dobili 1998., a uslijedili su Boeing 767-200 i Boeing 737-300 u 2002. te Boeing 767-300 i Boeing 737-400 u 2003. Iste godine je potpisan i ugovor o kupnji 10 Tupolev Tu-214 zrakoplova. Transaero je 2005. postao prva ruska kompanija koja je u svojoj floti imala Boeing 747-400 putnički zrakoplov. Prvi let tim zrakoplovom je ostvaren 11. srpnja 2005., a radilo se o iznajmljenom zrakoplovu od Vigin Atlantica. 
U svibnju 2005. Transaero je uveo redovnu liniju iz Moskve za Montreal, a 2006. su uveli u non-stop let za Toronto.
U studenom 2007. tvrtka je objavila da uvodi letove iz Moskve za Sydney preko Hong Konga. Za ovaj let koristili su Boeing 767-300 zrakoplov. Ova ruta je trenutno otkazana.
Transaero je u 2011. primio 4 Boeing 777-300 zrakoplova koji su do tada pripadali Singapore Airlinesu.

## Flota
Transaero Airlines flota se sastoji od sljedećih zrakoplova (prosinac 2013.):
* F, C, W i Y su kodovi koji označavaju klasu sjedala u zrakoplovima, a određeni su od strane Međunarodne udruge za zračni prijevoz. 

### Narudžbe
Transaero je pregovarao s Continental Airlinesom o kupnji 10 Boeing 737-500 zrakoplova koji su još u njihovoj floti. U travnju 2010. Transaero je dogovorio uzeti u najam 9 Boeing 747-400 zrakoplova od Japan Airlinesa. U prosincu 2010 taj broj se povećao na 12. Kompanija je 26. prosinca 2011. naručila 4 Boeinga 787 Dreamline rzrakoplova, a narudžba je potvrđena 8. travnja 2012.
Kompanija je 2011. potpisala ugovor o kupnji 4 nova Boeing 747-8 zrakoplova, a potpisali su i memoradndum o sporaziumijevanju s Airbusom za kupnju 4 Airbus A380 zrakoplova.